# Kathleen Shannon
Pour les articles homonymes, voir Shannon.
Kathleen Ann Shannon-Bazzano, née le 20 septembre 1964, est une coureuse cycliste australienne.

## Palmarès sur route

### Palmarès par années
- 1984
  - 2e du championnat d'Australie sur route
- 1985
  -  Championne d'Australie sur route
  - 9e du championnat du monde sur route
- 1986
  -  Championne d'Australie sur route
- 1987
  - 9e du championnat du monde sur route
- 1988
  - 2e du championnat d'Australie sur route
- 1989
  - 2e du championnat d'Australie sur route
  - 7e du championnat du monde sur route
- 1990
  -  Championne d'Australie sur route
  - 3e des Jeux du Commonwealth
  - 9e du championnat du monde sur route
- 1991
  -  Championne d'Australie sur route
- 1992
  - 7e du course en ligne des Jeux olympiques